# Багатоетапна подійно-орієнтована архітектура
Багатоетапна подійно-орієнтована архітектура (англ. staged event-driven architecture; надалі SEDA) -
підхід до архітектури програмного забезпечення, за якого здійснюється декомпозиція складної подійно-орієнтованої програми на кілька етапів, з'єднаних у черги.

## Переваги
Дозволяє уникнути високих накладних витрат, пов'язаних з потоко-орієнтованими паралельними моделями і відокремити події і планування потоків від логіки прикладної програми. Здійснення вхідного контролю для кожної черги створює найкращі умови для завантаження сервісу завдяки запобіганню перевантаження ресурсів в умовах, коли попит на них перевищує можливості сервісу.
SEDA використовує динамічне управління для автоматичної настройки параметрів виконання програми (зокрема, планування параметрів на кожному етапі) і керування завантаженням (наприклад, виконання адаптивного розвантаження). Декомпозиція сервісів на ряд етапів також дозволяє забезпечити модульність і можливість повторного використання коду, а також розробку засобів налагодження програм для складних подійно-орієнтованих застосунків.